# Wyglądasz tak pięknie
Wyglądasz tak pięknie – singel polskiego rapera Sobla. Singel został wydany 1 listopada 2019.
Nagranie uzyskało certyfikat diamentowej płyty, przekraczając liczbę 100 tysięcy sprzedanych kopii.

## Geneza utworu i historia wydania
Utwór napisali i skomponowali Golds House i Szymon Sobel.
Singel ukazał się w formacie digital download 1 listopada 2019 w Polsce za pośrednictwem wytwórni płytowej Universal Music Polska.

## Lista utworów
- Digital download[5]

1. „Wyglądasz tak pięknie” – 3:15

## Certyfikaty ZPAV i sprzedaż
| Data             | Certyfikat         | Sprzedaż |
| ---------------- | ------------------ | -------- |
| 13 sierpnia 2020 | platynowa płyta    | 20 000+  |
| 24 marca 2021    | 4× platynowa płyta | 80 000+  |
| 9 czerwca 2021   | diamentowa płyta   | 100 000+ |